# NGC 2768
NGC 2768 is een elliptisch sterrenstelsel in het sterrenbeeld Grote Beer. Het hemelobject werd op 19 maart 1790 ontdekt door de Duits-Britse astronoom William Herschel.

## Synoniemen
- UGC 4821
- MCG 10-13-65
- ZWG 288.26
- PGC 25915